# A34
O IC8 - A1–Pombal é um troço da via rápida portuguesa IC8 que tem perfil transversal de autoestrada. A numeração A34 está reservada caso esta estrada venha a ser convertida numa autoestrada. Este lanço tem 5 km de comprimento e faz a ligação entre a A 1 e a cidade de Pombal.

## Saídas
| Número da Saída  | Nome da Saída                   | Estrada que liga |
| ---------------- | ------------------------------- | ---------------- |
|                  | direcção Figueira da Foz        | IC 8             |
| 4                | Porto / Coimbra Lisboa / Leiria | A 1              |
| (sentido Pombal) | zona industrial                 | N 237            |
|                  | Pombal Coimbra Leiria           | N 1              |
|                  | direcção Ansião                 | IC 8             |